# 大方胡同
大方胡同是位于中国北京市西城区东部的一条胡同。现已拓宽改建为交通干道。

## 简介
大方胡同原来西起宣武门内大街，中间先向南折，再向东折，东至油坊胡同。2000年代经过拓宽改造，西起宣武门内大街，东到未英胡同，与新壁街连接。清朝时，此处因有制糖作坊而名“糖坊胡同”。中华民国时期，更名为“糖房胡同”。 1965年定名“大方胡同”。
大方胡同西段路南现为一片绿地，再往南为象牙胡同及其南侧的宣武门天主堂。大方胡同西段路北为西单银座中心。